# Сентрал Агире (Порторико)
Сентрал Агире (шп. Central Aguirre) град је у америчкој острвској територији Порторико, острвској држави Кариба.

## Демографија
По попису из 2010. године број становника је 1.301, што је 287 (-18,1%) становника мање него 2000. године.
| Група             | 2000.         | 2010.         |
| Белци             | 9 (0,6%)      | 1 (0,1%)      |
| Афроамериканци    | 150 (9,4%)    | 211 (16,2%)   |
| Азијати           | 0 (0,0%)      | 3 (0,2%)      |
| Хиспаноамериканци | 1.578 (99,4%) | 1.298 (99,8%) |
| Укупно            | 1.588         | 1.301         |